# Янгол помсти (фільм, 2021)
Янгол помсти — американський кримінальний бойовик 2021 року; режисер Джордж Галло. Сценаристи Джордж Галло та Семюел Бартлетт; продюсери Девід Е. Орнстон й Річард Сальваторе. Світова прем'єра відбулася 16 квітня 2021 року; прем'єра в Україні — 3 червня 2021-го.

## Зміст
Вікторія — в минулому житті наркокур'єр, а нині — зразкова мати, і намагається повністю залишити свої давні гріхи.
Однак усе йде шкереберть, коли колишній комісар поліції бере її дочку в заручники, бажаючи повернути собі авторитет і приховати помилки, здійснені у минулому.
Донька стала зброєю в цій битві, і гніву матері, що бажає врятувати дитину, не позичати.

## Знімались
- Морган Фрімен — Деймон
- Рубі Роуз — Вікторія
- Патрік Малдун — агент Монро
- Нік Валлелонга — детектив Стівенс
- Ганна Стокінг — Галіна
- Джоел Майкл — Райо
- Майлз Долеак — Ерік